# Jokkmokks revir
Jokkmokks revir var ett förvaltningsområde inom Domänverket som omfattade Kvarnåns, Bodträskåns, Görjeåns, Varjekåns och Appoälvens vattenområden samt trakterna på södra sidan av Lilla Luleälven från Vajkijaure till älvens utflöde i Stora Lule älv, allt i Jokkmokks socken, Norrbottens län. Reviret var uppdelat i fyra bevakningstrakter och hade en kronoparksareal av 60 900 hektar produktiv skogsmark.